# Euphrasia juzepczukii
Euphrasia juzepczukii là loài thực vật có hoa thuộc họ Cỏ chổi. Loài này được Denissova mô tả khoa học đầu tiên năm 1950.